# Euagrotis spreta
Euagrotis spreta là một loài bướm đêm trong họ Noctuidae.